# Boismorand
Boismorand is een gemeente in het Franse departement Loiret (regio Centre-Val de Loire).  De gemeente telde 863 inwoners op 1 januari 2022.

## Geografie
De oppervlakte van Boismorand bedroeg op 1 januari 2022 25,15 vierkante kilometer; de bevolkingsdichtheid was toen 34,3 inwoners per km².

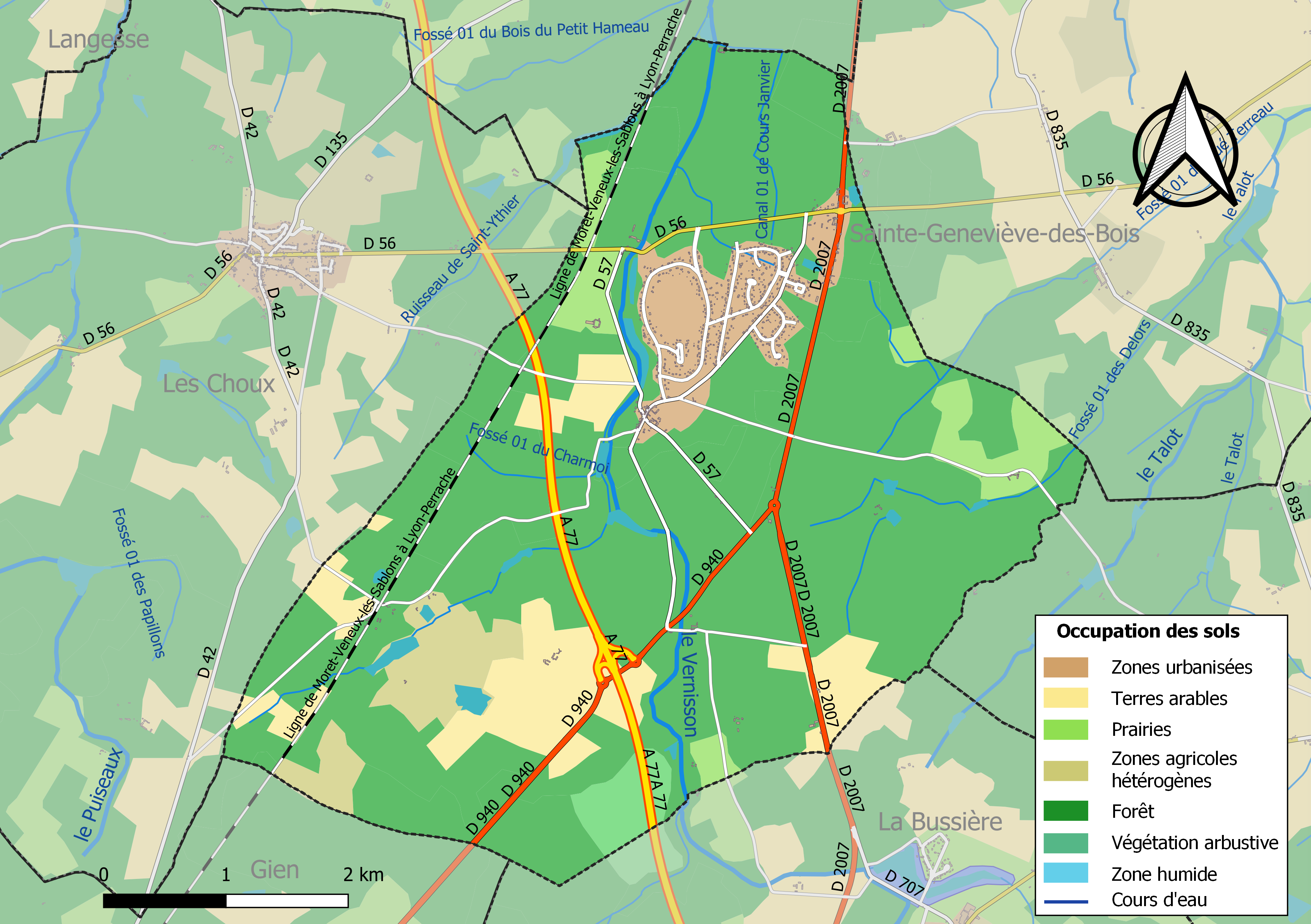
Kaart van de gemeente met de belangrijkste infrastructuur, bodemgebruik en omliggende gemeenten

## Demografie
Onderstaande figuur toont het verloop van het inwoneraantal van Boismorand vanaf 1962.

Bron: Frans bureau voor statistiek. Cijfers inwoneraantal volgens de definitie population sans doubles comptes (zie de gehanteerde definities)